# 황승빈
황승빈(1992년 8월 26일 ~ ) 은 대한민국 남자 배구 선수이다. 키는 183cm이며, 포지션은 세터이다. 현재 천안 현대스카이워커스 소속이다.
문일중학교, 문일고등학교, 인하대학교를 거쳐 2014년 1라운드 5순위로 인천 대한항공 점보스 입단하게 되었다. 스탠딩 리치는 238cm, 서전트 점프 높이는 70cm이다.
하지만 2021년 6월 3일부로 리베로 박지훈과 1라운드 지명권을 상대로 트레이드로 인해 대전 삼성화재 블루팡스로 이적하게 되었다.

## 수상
- 2012년 제92회 전국체육대회 배구 남자 대학부 단체전 은메달
- 2013년 제93회 전국체육대회 배구 남자 대학부 단체전 은메달

## 선수시절
대한항공 한선수의 백업 세터로 활약중